# Kōhei Hosoya
Kōhei Hosoya (japanisch 細谷 航平 Hosoya Kōhei; * 11. Dezember 2001 in Maebashi, Präfektur Gunma) ist ein japanischer Fußballspieler.

## Karriere
Kōhei Hosoya erlernte das Fußballspielen in der Jugend von Sanfrecce Hiroshima sowie in der Universitätsmannschaft der Hōsei-Universität. Seinen ersten Vertrag unterschrieb er am 1. Februar 2024 bei seinem Jugendverein Sanfrecce Hiroshima. In seiner ersten Saison bestritt er in Spiel im Pokal sowie ein Spiel im Ligapokal. In der Liga kam er nicht zum Einsatz. Im Februar 2025 wechselte er auf Leihbasis zum Zweitligisten Ehime FC.